# 刺鲃
刺鲃（学名：Spinibarbus caldwelli）为鲤科倒刺鲃属的鱼类，俗名青棍、洋草鱼。在中国，分布于云南的西洋江、广西的融江、左江、漓江、寻江、广东的北江、元江、闽江、沅江、长江中上游及台湾和海南岛等。该物种的模式产地在福建。

## 扩展阅读
維基物種上的相關：刺鲃